# 印第安克里克鎮區 (伊利諾伊州懷特縣)
印第安克里克鎮區（英語：Indian Creek Township）是位於美國伊利諾伊州懷特縣的一個行政鎮區。

## 地方資料
根據2010年美國人口普查的數據，印第安克里克鎮區的面積為140.30平方千米，當中陸地面積為139.50平方千米，而水域面積為0.80平方千米。當地共有人口2263人，而人口密度為每平方千米16.13人。